# Gigasiphon macrosiphon
Gigasiphon macrosiphon là một loài rau đậu thuộc họ Fabaceae.
Loài này có ở Kenya và Tanzania.
Chúng hiện đang bị đe dọa vì mất môi trường sống.